# (38876) 2000 SX120
2000 أس أكس 120 (ويعرف أيضًا باسم (38876) 2000 أس أكس 120 وفق تسمية الكوكب الصغير) (بالإنجليزية: 2000 SX120)‏ هو كويكب ضمن حزام الكويكبات؛ وترتيبه 38876 من حيث الاكتشاف.

## اكتشافه
اكتُشف هذا الجُرم الفلكي بواسطة بحث لنكولن عن الكويكبات القريبة من الأرض في 24 سبتمبر 2000.

## وصلات خارجية
- (38876) 2000 SX120 في قاعدة بيانات مختبر الدفع النفاث لأجرام النظام الشمسي الصغيرة

- الاكتشاف · مخطط المدار ·  العناصر المدارية · المعلمات المادية

- (38876) 2000 SX120 على موقع ويكي سكاي: DSS2, SDSS, GALEX, IRAS, Hydrogen α, X-Ray, Astrophoto, Sky Map, Articles and images